# Tom Clancy's Rainbow Six Extraction
Tom Clancy's Rainbow Six Extraction (ban đầu được gọi là Tom Clancy's Rainbow Six Quarantine) là một trò chơi điện tử bắn súng chiến thuật nhiều người chơi trực tuyến được phát triển bởi Ubisoft Montreal và được phát hành bởi Ubisoft. Đây là phần phụ của Rainbow Six Siege (2015), Rainbow Six Extraction là một trò chơi nhiều người chơi hợp tác, trong đó người chơi phải hợp tác để chiến đấu và đánh bại một loại người ngoài hành tinh giống như ký sinh trùng được gọi là Archæans. Trò chơi được phát hành cho Microsoft Windows, PlayStation 4, PlayStation 5, Amazon Luna, Google Stadia, Xbox One và Xbox Series X và Series S vào ngày 20 tháng 1 năm 2022. Nó nhận được nhiều đánh giá trái chiều từ các nhà phê bình.

## Lối chơi
Rainbow Six Extraction là một trò chơi nhiều người chơi hợp tác có thể hỗ trợ tối đa ba người chơi. Trong Extraction, người chơi sẽ chọn một đặc nhiệm và phải thâm nhập vào một địa điểm bị nhiễm khuẩn ngoài hành tinh và hoàn thành các mục tiêu, chẳng hạn như thu thập mẫu, trích xuất tài liệu từ máy tính và thu thập thông tin tình báo. Mỗi phiên chơi, được gọi là "cuộc xâm nhập", được tạo thành từ ba bản đồ phụ được kết nối với nhau và người chơi sẽ được chỉ định ngẫu nhiên một trong số mười hai mục tiêu trong mỗi bản đồ phụ. Vị trí của các mục tiêu và vị trí của kẻ thù được nguyên lí tạo ngẫu nhiên. Sau khi người chơi đảm bảo mục tiêu của mình, họ có thể chọn gọi máy bay giải thoát hoặc đi tiếp bản đồ phụ tiếp theo. Khu vực sau có thể khó hơn khu vực trước, nhưng người chơi sẽ nhận được nhiều phần thưởng hơn khi hoàn thành mục tiêu. Giải thoát sẽ đảm bảo an toàn cho đặc nhiệm. Nhưng nếu một đặc nhiệm bị kẻ thù hạ gục, họ sẽ bị mất tích khi làm nhiệm vụ và người chơi không thể chọn nhân vật đó cho đến khi họ giải cứu nhân vật trong một nhiệm vụ giải cứu. Các nhân vật bị thương nặng trong nhiệm vụ trước cũng sẽ bị thương và sẽ chỉ hồi phục từ từ qua từng nhiệm vụ.
Nhiều đặc nhiệm trong Tom Clancy's Rainbow Six Siege được xuất hiện trở lại trong phiên bản Extraction do chính phủ đã thành lập Đội ngăn chặn và phân tích ngoại sinh Rainbow (REACT) để ngăn chặn mối đe dọa từ người ngoài hành tinh. Trước khi bắt đầu bất kỳ nhiệm vụ nào, người chơi có thể chọn một đặc nhiệm của mình trong nhóm 18 người. Mỗi nhà điều hành có vũ khí và kĩ năng độc đáo của riêng họ. Chẳng hạn như Pulse có thiết bị cảm biến nhịp tim cho phép anh ta phát hiện kẻ thù xuyên tường, trong khi Alibi có thể triển khai mồi nhử ba chiều để đánh lạc hướng kẻ thù. Cân bằng nhóm chìa khóa để nhiệm vụ thành công, vì những người chơi trong cùng một chiến dịch phải chọn ba nhân vật khác nhau. Giống như bản Siege, người chơi có thể gửi xe điều khiển trinh sát không người lái để do thám khu vực, gia cố cửa ra vào và cửa sổ để bịt kín lối vào cũng như bắn xuyên tường. Người chơi phải làm việc cùng nhau và phối hợp ăn ý với nhau để nhiệm vụ thành công. Trò chơi có một hệ thống đánh dấu cho phép người chơi tiết lộ vị trí của các mối đe dọa thù địch và tài nguyên cho những người chơi khác.
Những người ngoài hành tinh xuất hiện trong trò chơi được gọi là "Archæans". Ngoài những quái vật cơ bản, còn có những biến thể quái vật đặc biệt, chẳng hạn như spiker có thể bắn những đường đạn sắc nhọn từ cơ thể chúng trong khi rooter có thể làm chậm người chơi đáng kể. Những khu vực được bao phủ bởi một lớp vôi hóa được gọi là "sprawl". Người chơi bị chậm lại đáng kể khi đứng trên Sprawl, trong khi kẻ thù sẽ trở nên mạnh hơn rất nhiều. Sprawl có thể được đẩy lùi bằng cách bắn vào nó hoặc sử dụng tia laser được trang bị trên súng. Không giống như hầu hết các trò chơi nhiều người chơi hợp tác khác, Extraction có nhịp điệu chậm hơn. Thanh máu của người chơi không được phục hồi và việc thu thập máu, đồ tiếp viện và đạn rất khan hiếm. Kiểu chơi lén lút được khuyến nghị khi chơi. Nếu người chơi bị đối thủ phát hiện sau khi gây ra quá nhiều tiếng ồn, chúng sẽ kêu lên tiếng và có thể gọi nhiều kẻ thù hơn.

## Phát triển
Rainbow Six Extraction được phát triển bởi Ubisoft Montreal như một phần phụ của Tom Clancy's Rainbow Six Siege năm 2015. Theo Jason Schreier, Extraction ban đầu có tên dự án là Pioneer, lần đầu tiên được hé lộ trong Watch Dogs 2 (2016). Pioneer ban đầu được định hướng là một trò chơi khám phá khoa học viễn tưởng, cho đến khi nó được thay đổi thể loại vào năm 2019, trò chơi chạy trên công cụ của bản Siege với tên gọi AnvilNext. Trò chơi dựa trên chế độ trò chơi giới hạn thời gian nhất định trong Siege có tên là Outbreak mở vào năm 2018, trong đó người chơi phải chiến đấu với người ngoài hành tinh thù địch ở New Mexico. Mặc dù vậy, Ubisoft đã nhắc lại rằng trò chơi là một tựa game chính trong sê-ri, vì Extraction nhằm mục đích mang lại trải nghiệm cho những người chơi không có hứng thú với đến các trò chơi điện tử nhiều người chơi - người đấu với người. Bằng cách để các nhân vật trong bản Siege xuất hiện và chơi được trong Extraction, nhóm tin rằng họ có thể thu hút người chơi đã chơi bản Siege và cho phép Extraction trở thành một điểm khởi đầu tốt cho những người chơi mới.
Một trong những thách thức ban đầu trong quá trình phát triển trò chơi là việc kết hợp các yếu tố của một game bắn súng chế độ sinh tồn vào Rainbow Six. Trong khi hầu hết các trò chơi khác tập trung nhiều vào việc sử dụng súng để bắn hạ kẻ thù, thì Extraction lại tập trung vào các mục tiêu và sống sót sau các cuộc chạm trán với người ngoài hành tinh, vì nhóm tin rằng các nhân vật trong trò chơi, các nhân vật trong game là thành viên của đội SWAT nên không có lối chiến thuật theo kiểu "cố thủ và bắn và tiêu diệt hàng trăm kẻ thù" và thay vào đó nên chơi theo kiểu tạo đòn đánh bất ngờ cho kẻ thù bằng cách phục kích chúng. Đồng đội trong luôn có thể mất tích khi hành động, vì nhóm tin rằng tính năng này có thể tạo ra cảm giác căng thẳng, vì người chơi luôn cần quyết định xem họ có tiếp tục mạo hiểm hơn nữa vào khu vực quản thúc hay không với nguy cơ mất đặc nhiệm tạm thời.
Trò chơi đã được ra mắt trong E3 2019 với tên Tom Clancy's Rainbow Six Quarantine và được ấn định phát hành vào năm 2020 cho Windows, PlayStation 4 và Xbox One. Trò chơi đã bị trì hoãn vào tháng 10 năm 2019 cùng với hai tựa game khác của Ubisoft sang năm tài chính 2020-2021 để nhóm có thêm thời gian. Sau đó, nó lại bị trì hoãn sang năm tài chính 2021-2022 do những thách thức phát triển trong đại dịch COVID-19. Cũng trong đại dịch, Ubisoft được cho là đã bỏ tên Quarantine do nó có liên quan đến đại dịch, thay vào đó sử dụng tên mã nội bộ là Parasite cho đến khi họ công bố tựa mới là Extraction vào tháng 6 năm 2021. Vào tháng 7, tựa game lại bị trì hoãn đến tháng 1 năm 2022. Một email mời tham gia Thử nghiệm kỹ thuật đã được gửi tới những người tham gia “được chọn” vào ngày 2 tháng 11 năm 2021, với quá trình thử nghiệm diễn ra từ ngày 5 đến ngày 7 tháng 11. Trò chơi được phát hành vào ngày 20 tháng 1 năm 2022 cho Windows, PlayStation 4, PlayStation 5, Luna, Stadia, Xbox One và Xbox Series X và Series S với việc hỗ trợ chơi chéo đa nền tảng. Ubisoft cũng hạ giá ra mắt của Extraction và giới thiệu các lượt chơi co-op miễn phí cho người chơi. Ubisoft cũng tiết lộ vào ngày 5 tháng 1 năm 2022 rằng Extraction sẽ ra mắt vào ngày đầu tiên trên Xbox Game Pass cho người dùng Console, Cloud và PC.

## Đón nhận
Rainbow Six Extraction nhận được đánh giá "đa chiều hoặc trung bình" từ các nhà phê bình, theo trang tổng hợp đánh giá Metacritic. Trò chơi đã thu hút ba triệu người chơi trong tuần đầu tiên phát hành.
Tờ Washington Post đã ca ngợi cơ chế giải cứu của tựa game, nói rằng nó "tạo cho trò chơi một sự kịch tính và đôi khi là sự hài hước. Mỗi lần ngồi chơi khi những người chơi được giao nhiệm vụ giải cứu đồng đội bị hạ gục của mình... trở thành những cảnh tượng kinh hoàng". Trong khi PC Gamer thích sự dễ bị tổn thương của các nhân vật và viết rằng "Sự mỏng manh này tạo nên căng thẳng khi chúng ta tiến sâu hơn vào lãnh thổ của kẻ thù để cố gắng không gây tiếng động cho một Archaean lâu nhất có thể trước khi nó hét lên", nhưng họ chỉ trích những độ khó cao hơn sẽ trở nên mất cân bằng.  Mặc dù không thích sự lặp đi lặp lại của các chế độ trò chơi, IGN đánh giá cao thiết kế hình ảnh. GameSpot ca ngợi cơ chế bắn súng, độ sâu chiến thuật được tạo ra bởi các khu vực được kết nối với nhau và theo dõi tiến trình, đồng thời chỉ trích cốt truyện tầm thường, sự chênh lệch thông số của các đặc nhiệm và các nghiên cứu cụ thể. Push Square gọi một số sự sáng tạo nghệ thuật trong game là "có tính ngoạn mục", khen ngợi cơ chế thanh máu, lén lút và bối cảnh nhưng cho rằng AI trong game không gây ấn tượng, thiết kế kẻ thù, tiến trình cấp độ, câu chuyện và lối chơi thiếu hấp dẫn là những nhược điểm chính. 
Sự thiếu đổi mới của trò chơi thường bị chỉ trích nhiều nhất. PCGamesN cảm thấy rằng trò chơi đã lạm dụng các cơ chế và đội đặc nhiệm của Rainbow Six Siege, "Tất cả những nguyên liệu đó đều có trong Extraction, nhưng chúng đã được pha trộn theo cách lẫn lộn khiến chúng không truyền đạt được bất kỳ hương vị thơm ngon nào." Họ còn so sánh Extraction về chế độ trò chơi trong thời gian có hạn "Outbreak" trong Rainbow Six Siege. GamesRadar+ đánh giá cao các chủng tộc ngoài hành tinh, khả năng nhiều người chơi và và việc phát triển ý tưởng của Siege nhưng nhưng phê phán nó vì thiếu đặc trưng và lặp đi lặp lại. Game Informer ca ngợi khả năng xử lý vũ khí, sự đa dạng của kẻ thù và sự đánh bóng, nhưng gọi tựa game này là "không có tính đột phá và kém hấp dẫn hơn rõ rệt so với người tiền nhiệm của nó."  EGM kết luận rằng cơ chế của Siege đã được chỉnh sửa lại để chơi hợp tác nhưng được gọi là trò chơi "buồn tẻ hơn những gì nó đáng có...giống như bị bắt buộc chơi hơn là cách thư giãn." 